# Prison au Pérou

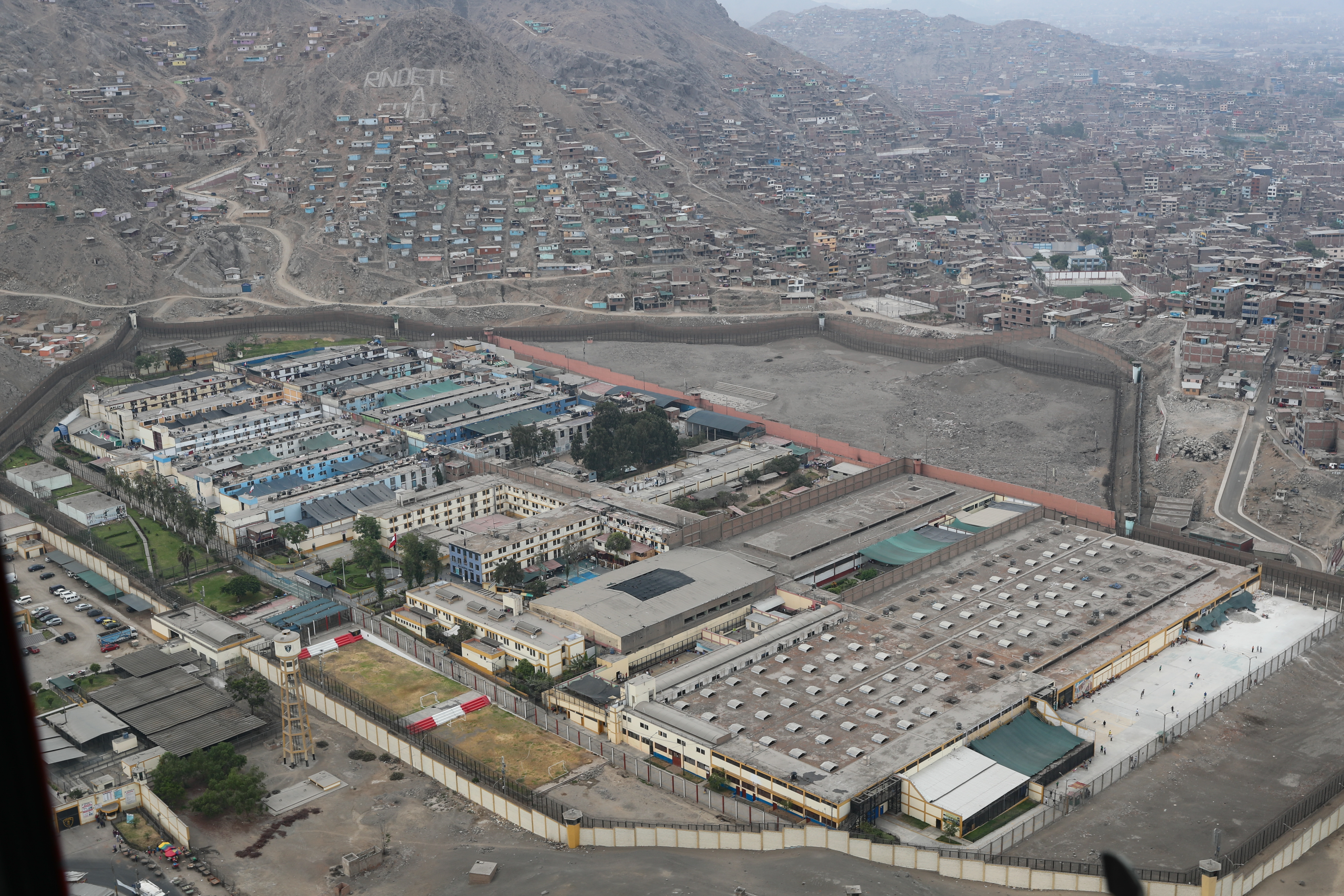
L'établissement pénitentiaire de Lurigancho est au début du 21 le plus important du Pérou.

Les prisons au Pérou sont gérées, en 2024, par l'Institut pénitentiaire national (en) (en espagnol : Instituto Nacional Penitenciario) (INPE) dont la structure actuelle est fondée en 1985 et qui dépend du Ministère de la justice et des droits humains (en) du Pérou.

## Caractéristiques
La population carcérale péruvienne a augmenté de façon exponentielle entre 1997 et 2017 : il y a eu une croissance de 269 % en vingt ans. Le nombre de détenus n'a augmenté de 6 % qu'entre 2016 et 2017 atteignant  85 396 détenues en 2017.
En 2009, la population carcérale s'élevait à 44 800 détenus dont 2 794 femmes (0,15 % de la population nationale), pour une capacité de 22 540 places.
En aout 2024, il y a 69 prisons d'une capacité de 41 556 places accueillant 98 127 détenus. Cette surpopulation carcérale de 236 %. Le manque de moyens logistiques et humains entraine le 26 novembre 2024 la proclamation d'un état d'urgence de 24 mois.
La prison pour hommes de Lurigancho (es), dans le district de Lurigancho-Chosica (en) qui abrite, en 2023, plus de 10 000 détenus, est la plus importante du pays.